# 木戸脇真也
木戸脇 真也 （きどわき まや、1969年5月17日 - ）は、京都府出身の元女子プロテニス選手。WTAランキング自己最高位はシングルス68位、ダブルス34位。WTAツアー通算でダブルス2勝を挙げた。

## プロ転向前
四ノ宮テニスクラブでテニスを始め、京都市立音羽中学校在学中の1983年には14歳の若さでジャパン・オープンシングルス予選に主催者推薦で出場。予選1回戦で第1シードのコルネリア・レヒナー(ドイツ)に4-6,2-6のストレートで破れている。1984年から徐々にツアー下部のサーキット大会に出場するようになり、12月の東レ パン・パシフィック・オープン・テニストーナメントシングルス予選には主催者推薦で出場している。中学卒業後、1985年に16歳3ヶ月でプロ転向。この記録は2005年に森田あゆみが15歳1ヶ月でプロ転向するまで最年少プロ登録であった。この年の全日本女子シングルスランキングでは8位につけ、早くも日本女子トップ選手の一人となっていた。

## プロ転向後
四ノ宮クラブの1年後輩である伊達公子とダブルスを組み活躍。1992年のバルセロナオリンピックも伊達とのペアで出場。佐藤直子、飯田栄らとも組んで多くのタイトルを獲得。
シングルスでも1989年の第1回イザワ・クリスマスオープンで優勝をしている。
1990年から3年間はフェデレーション・カップ（現フェドカップ）日本代表にも選出されている。